# Колонна, Франческо
Франческо Колонна (Francesco Colonna; 1433(?) — 1527) — итальянский доминиканский священник и монах, предполагаемый автор «Гипнэротомахии Полифила». Его имя зашифровано в тексте книги акростихом.
Жил в Венеции, проповедовал в соборе Святого Марка. Кроме «Гипнэротомахии» он точно написал эпическую поэму «Delfili Somnium» (Сон Дельфила), которая не была опубликована при его жизни и вышла только в 1959 году. Часть жизни Колонна провел в монастыре святых Иоанна и Павла в Венеции, но монастырь, по-видимому, был не самого строгого устава, так как Колонне разрешили жить за его пределами.